# 安本美典
安本 美典（やすもと びてん、1934年2月13日 - ）は、日本の心理学者・日本史研究家（古代史）。文章心理学、計量比較言語学日本古代史の分野で著書及び論文がある。日本行動計量学会会員。

## 来歴
満洲国奉天省鞍山市に生まれ、1946年に帰国して岡山県高梁市で育つ。1949年に岡山県立高梁高等学校へ入学。同期には公正取引委員会事務局長（事務方トップ）となる植木邦之がいる。同高校を卒業。京都大学文学部（心理学）卒業を経て、京都大学大学院文学研究科（心理学）修了。国家公務員採用上級甲種試験（現在の国家公務員総合職）の心理職試験にトップで合格し、旧労働省（現在の厚生労働省）に入省。
旧労働省退官後、社会心理学者の南博(一橋大学教授）が設立した日本リサーチセンターに入社。産業能率短期大学助教授を経て、産能大学教授（2004年3月定年退職）。1972年に京都大学から文学博士の学位を取得。心理学・実験心理学専攻で博士論文は「心理測定のための因子分析法の理論的・実証的研究 : 文章性格学の方法論的基礎」
日本古代史の分野では、30数年来「邪馬台国＝甘木・朝倉説」及び「大和への東遷説」を主張し続けている。「邪馬台国の会」主宰。『季刊邪馬台国』責任編集者。古代史研究は「数理文献学」（Mathematical Philology）の手法に基づくとする。

## 主張

### 邪馬台国に関する仮説
邪馬台国や古代史問題について次のような仮説を展開している。
- 日本神話は実際の歴史上の出来事が伝承として伝わったものである。

トロイ戦争など神話だと思われていたことが実際の出来事に基づいている例は多い。
- 高天原は邪馬台国で天照大神は卑弥呼である。

天の岩屋戸の伝承は卑弥呼の死と台与の相続を暗示したものである。
- 記紀では高天原は九州にあったとされるため邪馬台国は九州である。

神武天皇の東征などは基本的に事実を基にしているはずである。
- 欠史八代の天皇など、架空とされた天皇は実在する。

天皇の在位年数は、時代を遡るにつれて短くなる傾向がある。多くの天皇が実在しないと仮定するよりも、記紀に書いてあるとおり実在し、その在位年数が信じられないと仮定したほうが、矛盾が少ない。
- 平均10年の在位で計算すると欠史八代の天皇の前が神話の時代に相当し、卑弥呼の時代が天照大神に相当する。

数理文献学的分析によると古代の王の在位の平均は約10年である。記紀では欠史八代を直系相続としているが、実際は兄弟相続だった可能性もあり不自然ではないとする。
これらの仮説から次のように考えることができる。
卑弥呼と天照大神は同一視できる。『魏志倭人伝』のなかの地名との類似から邪馬台国九州説が有力である。文献によると邪馬台国には28万人もの人がいたとあり、そこから類推し、邪馬台国はいくつかの国の総合名称であり、吉野ヶ里遺跡は女王の支配国の一つであったと考える。つまり、卑弥呼の宮殿は筑後川の上流にあり、流域すべてが邪馬台国ではないかという説である（『歴史街道』1989年6月号）。
以下がその概要である。

### 年代論
地図に緯度と経度が必要なように古代史の問題を考える時には「年代」を考えることが根本的に必要であるとして、独自の年代論を展開している。すなわち、年代論の先駆者とも言える那珂通世は天皇の平均在位年数を約30年としているが、安本はその在位年数が歴史的事実として信頼できる用明天皇から大正天皇まで平均で14.18年と考える。またこれを4世紀ごとに区分して考えた場合、時代をさかのぼるにつれて在位年数が短くなる傾向にあり5世紀 - 8世紀では10.88年となる。西洋の王や中国の王の平均在位年数についてもほぼ同様の数字と傾向がある。これらのことから、1世紀 - 4世紀については「天皇」の平均在位年数は9年 - 10年程度であろうとする。

### 古代天皇実在説
いわゆる欠史八代については実在説をとる。井上光貞をはじめとする非実在説派はその根拠として次のような点をあげている。
1. 記紀には系譜の記述、すなわち帝紀的部分のみがあって、事跡の記述、すなわち旧辞的部分がない。
2. 名前が後世的であり、後から作られた可能性が高い。
3. 全て父子継承で不自然である。

これに対しては安本は以下のように非実在説を否定する。
1. 欠史八代以外でも記紀に帝紀的部分のみがあって旧辞的部分がない天皇は多く、それだけをもって非実在の根拠とはならない。むしろ植村清二が指摘するように、記紀の原型は帝紀であり、それに旧辞が加わってできたものと考えられる[5]。
2. 名前が後世的というのはなはだ主観的で古代的といえば古代的といえる名前である。古代の天皇の名前が7世紀 - 8世紀の天皇の名前と似ていると主張されているが、7世紀 - 8世紀の天皇の名前の方が古代の天皇の名前にちなんでつけられたと考えることもできる。
3. 全て父子継承であるのは確かに不自然であり、実際は兄弟あるいは甥などが継承したにもかかわらず確かな情報として伝わらなかったため父子として記述されたと考えられる。そもそも、父子継承が信じられるかどうかということと天皇が実在かどうかということは別問題である。
4. 非実在派の中において、どの天皇が実在しどの天皇が架空であるかに意見の相違がある。研究者の恣意（どれを証拠として信用するか）で天皇の実在・非実在を客観的な基準によらず勝手に決めているとしか考えられない。

### 神武天皇及び天照大神の年代
以上のことから記紀に記載されている古代天皇の存在およびその順序、すなわち「代の数」は信じられるとする。ただし、父子継承は信じられない。また在位期間も引き伸ばされていると考えられるので信じることはできない。
これらの前提で天皇の平均在位年数を用いて神武天皇の活躍の時代を推定すると280年 - 300年頃となり、さらに記紀では天照大神は神武天皇の5代前となっているから約50年さかのぼれば230年 - 250年頃となり、まさに邪馬台国と卑弥呼の時代に重なる。

### 卑弥呼＝天照大神説
上述のように卑弥呼と天照大神は年代が重なること、また、二人とも女性であり神に仕える立場で宗教的な権威を持ち国を治めたこと、夫を持っていなかったこと、弟がいたこと、など共通点が多く見られることから、天照大神は卑弥呼の史実が神話化したものとして、二人は同一人物であるとする。また天照大神が天の岩戸に隠れると世界は闇に包まれ天照大神が岩戸から出てくると世界に光が戻ったが、天照大神は岩戸隠れの前と後で性格が変わっていることから、これは指導者の死と新たな指導者の登場を表したものだとし、卑弥呼の没後倭国は混乱したが台与の登場により平和が戻ったという記事と同じ出来事を伝えるものだとする。
この説は安本の独創ではなく彼は和辻哲郎がすでに大正時代にこの考え方を表していると述べている。諸説ある卑弥呼が誰であるかという説の中では神功皇后説、倭迹迹日百襲姫説などと並んで代表的な説の一つとなっている（「邪馬台国比定地一覧」には邪馬台国の比定地とその場合卑弥呼が誰であるとするかということが一覧にまとめられている）。
なお、安本はこの説をとった場合、台与は天照大神の息子天忍穂耳命の嫁である万幡豊秋津師比売に比定できるとしている（台与#人物比定を参照）。

### 邪馬台国＝高天原説
卑弥呼が天照大神であるという仮説からは派生的に次の「系」が導かれる。すなわち、卑弥呼が統治していた邪馬台国と天照大神が統治していた高天原は同一のものである。したがって、高天原がどこかということは邪馬台国がどこかということと同じである。
第二次世界大戦後、日本神話作為説が有力になったために現在ではほとんど忘れられているが戦前には高天原論争というものがあった。日本神話で伝えられる高天原は本居宣長がいうような天上にあったものでも、山片蟠桃がいうように作為的なものでもなく（安本は現在の日本神話作為説の元となっている津田左右吉の説は山片蟠桃の説の焼き直しだとしている）、新井白石がいうように大和朝廷の中心となった勢力の祖先が遠い昔にいた場所のことを伝承的に伝えたものではないか、したがって高天原とは地上のどこかをさすのではないか、という論争である。この高天原論争では有力な説としては邪馬台国論争と同じく「九州説」と「畿内説」があった。（なお、高天原地上説には海外説もあり、戦後でも江上波夫は騎馬民族征服王朝説で高天原は南朝鮮であるとしている）安本は古事記に出てくる地名を分析しても、また考古学的な玉・鏡・剣の出土状況をみても、高天原は九州である可能性が高いとしている。

### 邪馬台国＝甘木・朝倉説
では邪馬台国＝高天原は九州のどこと考えられるか。安本は以下のような理由からそれを福岡県の甘木・朝倉地方（現在の朝倉市一帯）であるとしている。
1. 朝倉地方には「甘木」をはじめとして「天」に関係する地名が多く見られる、安川（夜須川）がある、香山（かぐやま）がある、岩屋・岩戸があるなど日本神話に現れる地名が集中的に残っている。
2. 朝倉地方を中心とした北九州地方の地名と大和地方を中心とした畿内の地名に驚くほどの酷似があり、発音がほとんど一致しているだけでなく相対的な位置関係もほとんど同じである。これはアメリカなどイギリスからの移民が行なわれた国々にイギリスと同じ地名があるのと同じで、この地にあった勢力が畿内に移る時に地名も一緒に移ったものと考えられる。これは後述の邪馬台国東遷説につながる考えであるが、この考え方も安本の独創ではなく鏡味完二が指摘しているものであり、また折口信夫も日本の地名に同じものが多いのは偶然ではなく民団の移動とともに地名も持ち運ばれたからであるとする説を述べているとしている。
3. 朝倉地方には考古学的な遺跡が多く、佐賀県の吉野ヶ里遺跡に匹敵するかそれ以上ともいわれる平塚川添遺跡も発掘されている。安本は邪馬台国の政治の中心地は朝倉地方にあったが国としては筑紫平野一帯に広がった諸国の連合で吉野ヶ里遺跡もそれに含まれるとみている（実際吉野ヶ里と朝倉地方とは20有余kmの距離しかなく共に筑後川の北岸で途中はまったくの平野であり地勢的には同一である。）。
4. 朝倉地方は古来より村落が多い地帯であり、朝倉街道という地名が残っているように九州の交通の要所であった（現在の朝倉地方には大分自動車道が通っており、甘木インターチェンジから東へ行けば大分方面へ抜ける。また西へ行けば九州を南北に走る九州自動車道と交わる鳥栖ジャンクションが近く、それを越えて長崎自動車道に入った最初のインターチェンジが吉野ヶ里遺跡に近い東脊振インターチェンジである。大宰府も近い。）。

### 邪馬台国東遷説
前述の「古代天皇実在説」、「卑弥呼＝天照大神説」、「邪馬台国＝高天原説」、「邪馬台国＝甘木・朝倉説」に加え、『古事記』における九州・出雲地方の地名の頻出度の高さ（この2地域で『古事記』全体の過半数を占める）、甘木・朝倉地方を中心とした北九州と畿内の地名の類似点の多さ、及び鉄器の使用・副葬品などに見られる北九州の弥生文化と畿内の初期古墳文化との連続性などの点から、およそ3世紀後半から4世紀にかけて、記紀の「神武東遷」に対応する北九州から大和への勢力移動があったのではないか、という仮説が成り立つとした。

### 日本語の起源
日本語の起源については、日本語の基層に「古極東語」を想定し、インドネシア系言語、カンボジア系言語、ビルマ系言語、中国語など複数系統の言語が順次流入・混合して日本語が成立したとする「流入混合説」を唱えている。

### その他
- 東日流外三郡誌について早い時期から偽書であると批判を行っていた。
- 新しい歴史教科書をつくる会に賛同していた[注 5]。
- 『文化評論』230号（1980年6月）に「「邪馬壱国」論の崩壊」を執筆している[注 6]。
- 騎馬民族征服王朝説、南方人基層説、邪馬台国大和説、また古代日本語が朝鮮語で解読できるとする主張等について批判している。
- 九州王朝説の古田武彦とは相互に激しい批判を行っている。
- 基礎的語彙を選び、統計学を駆使して、韓語と日本語の分岐が8000年以上前と結論づけた。基礎語での比較を行う理由は、文法比較は日本語・韓語のような古い分岐の言語には適用できないからと述べている。

## 論文
査読のある歴史学の学術雑誌
- 「邪馬台国問題と神武東征問題の再検討--関氏の拙著批判」『歴史学研究』398号 歴史学研究会（編） 青木書店 1973年7月

計量言語学
- 「邪馬台国の位置について」『計量国語学』39号 計量国語学会 1967年1月

国語学
- 「卑弥呼考--推計学の立場から」『国語国文』35(6) 京都大学文学部国語国文学研究室、中央図書出版社 1966年6月

心理学
- 「文体統計による筆者推定-源氏物語・宇治十帖の作者について」[注 7]『心理学評論』Vol.2 No.1 心理学評論刊行会 1958年

学会における講演
- 日本情報考古学会第17回大会「基調講演3 年輪年代測定法と炭素14年代測定法について」

共同研究
- 統計数理研究所共同研究「著者推定の数理統計学的研究―日蓮の三大秘法稟承事の真偽判定―」[8]

## 著書

### 日本古代史関係
- 『邪馬台国への道』（新書） 筑摩書房 1967年
- 『神武東遷―数理文献的アプローチ―』（新書）中央公論社 1968年
- 『数理歴史学―新考邪馬台国―』 筑摩書房 1970年
- 『上世年紀新考』 風林書房 1971年
- 『卑弥呼の謎』（新書） 講談社 1972年
- 『高天原の謎』（新書） 講談社 1974年
- 『邪馬台国論争批判』 芙蓉書房 1976年
- 『新考邪馬台国への道』 筑摩書房 1977年
- 『マスコミ的邪馬台国への疑問』 芙蓉書房 1977年
- 『「邪馬壱国」はなかった』 新人物往来社 1980年
- 『研究史邪馬台国の東遷』 新人物往来社 1981年
- 『倭の五王の謎』（新書） 講談社 1981年
- 『卑弥呼と邪馬台国』（新書） PHP研究所 1983年
- 『古代九州王朝はなかった』 新人物往来社 1986年
- 『邪馬台国ハンドブック』 講談社 1987年
- 『邪馬台国と卑弥呼の謎』（文庫） 潮出版社 1987年
- 『神武東遷』(文庫） 徳間書店 1988年
- 『新版・卑弥呼の謎』（新書） 講談社 1988年
- 『「邪馬一国」はなかった』（文庫） 徳間書店 1988年
- 『高天ヶ原の謎 日本神話の世界』（文庫） 徳間書店 1989年
- 『吉野ヶ里遺跡と邪馬台国』 大和書房 1989年
- 『吉野ヶ里の証言』（ムック） 宝島社 1989年
- 『吉野ヶ里・楼観からの報告』 毎日新聞社 1989年
- 『邪馬台国への道』（文庫） 徳間書店 1990年
- 『吉野ヶ里は邪馬台国なのか』（文庫） 徳間書店 1990年
- 『奴国の滅亡』 毎日新聞社 1990年
- 『騎馬民族は来なかった！』(ムック) 宝島社 1990年
- 『卑弥呼は日本語を話したか』 PHP研究所 1991年
- 『江戸の邪馬台国』 柏書房 1991年
- 『「邪馬台国」人口論』 柏書房 1991年
- 『巨大古墳の主がわかった！』（ムック） 宝島社 1991年
- 『邪馬台国はその後どうなったか』 廣済堂出版 1992年
- 『邪馬台国論争に決着が着いた！』（新書） 宝島社 1992年
- 『邪馬台国見聞録』（文庫） 徳間書店 1992年
- 『倭の五王の謎』（文庫） 廣済堂出版 1992年
- 『日本誕生紀 1』 PHP研究所 1993年
- 『日本誕生紀 2』 PHP研究所 1993年
- 『東日流外三郡誌「偽書」の証明』 廣済堂出版 1994年
- 『虚妄（まぼろし）の東北王朝』 毎日新聞社 1994年
- 『虚妄（まぼろし）の九州王朝』 梓書院 1995年
- 『POPな古代史』(監修) 同文書院 1995年
- 『最新邪馬台国論争』 産業能率大学出版 1997年
- 『邪馬台国の真実』 PHP研究所 1997年
- 『よくわかる古代史』(監修) 同文書院 1997年
- 『衝撃の古代出雲』 産業能率大学出版 1997年
- 『巨大古墳の被葬者は誰か』 廣済堂出版 1998年
- 『三角縁神獣鏡は卑弥呼の鏡か』 廣済堂出版 1998年
- 『日本史が危ない！―偽書「東日流外三郡誌」の正体―』(共著) 全貌社 1999年
- 『封印された邪馬台国―日本神話が解き明かす77の謎―』 PHP研究所 1999年
- 『応神天皇の秘密』 廣済堂出版 1999年
- 『「邪馬台国機内説」を撃破する！』宝島社 2001年
- 『魏志倭人伝』 株式会社G.B. 2003年
- 『「倭人語」の解読』 勉誠出版 2003年
- 『倭王卑弥呼と天照大御神伝承』 勉誠出版 2003年
- 『古代物部氏と「先代旧事本紀」の謎』 勉誠出版 2003年
- 『邪馬台国と高天の原伝承』 勉誠出版 2004年
- 『邪馬台国と出雲神話』 勉誠出版 2004年
- 『大和朝廷の起源』 勉誠出版 2005年
- 『日本神話120の謎』 勉誠出版 2006年
- 『奇書「先代旧事本紀」の謎をさぐる』 批評社 2007年
- 『｢邪馬台国畿内説｣徹底批判』 勉誠出版 2008年
- 『研究史 日本語の起源』 勉誠出版 2009年
- 『｢邪馬台国＝畿内説｣｢箸墓＝卑弥呼の墓説｣の虚妄を衝く！』宝島社新書 2009年
- 『天照大御神は卑弥呼である』 心交社 2009年
- 『盗掘でわかった天皇陵古墳の謎』 宝島社 2011年
- 『卑弥呼の墓・宮殿を捏造するな！ 誤りと偽りの「邪馬台国=畿内説」』 勉誠出版 2011年
- 『古代史論争最前線』 柏書房 2012年
- 『大崩壊「邪馬台国畿内説」』 勉誠出版 2012年
- 『大炎上「三角縁神獣鏡=魏鏡説」』 勉誠出版 2013年
- 『古代年代論が解く邪馬台国の謎』 勉誠出版 2013年
- 『日本民族の誕生』 勉誠出版 2013年
- 安本が監修(現代語訳者 志村裕子) 『先代旧事本紀 現代語訳』 批評社 2013年
- 『邪馬台国は99.9％福岡県にあった』 勉誠出版 2015年
- 『「卑弥呼の鏡」が解く邪馬台国』中央公論社新社 2024年

### 言語学関係
- 『ことば・文章―効果的なコミュニケーション―』（新書） 大日本図書 1968年
- 『数理科学の諸問題』 筑摩書房 1971年
- 『言語の数理』(共著) 筑摩書房 1976年
- 『日本語の成立』（新書） 講談社 1978年
- 『日本語の誕生』 大修館書店 1978年
- 『日本語の起源を探る』（新書） PHP研究所 1985年
- 『日本語はどのようにしてつくられたか』 福武書店 1986年
- 『国語表現』（編著）建帛社 1988年
- 『朝鮮語で「万葉集」は解読できない』（ムック） 宝島社 1990年
- 『日本語の誕生』（新装版） 大修館書店 1990年
- 『日本語の起源を探る』（文庫） 徳間書店 1990年
- 『新説日本人の起源』（ムック） 宝島社 1990年
- 『卑弥呼は日本語を話したか』 PHP研究所 1991年
- 『新・朝鮮語で「万葉集」は解読できない』（新書） 宝島社 1991年
- 『日本人と日本語の起源』 毎日新聞社 1991年
- 『言語の科学 日本語の起源をたずねる』 朝倉書店 1995年
- 『新説！日本人と日本語の起源』（新書） 宝島社 2000年
- 『「倭人語」の解読』 勉誠出版 2003年
- 『研究史 日本語の起源』 勉誠出版 2009年

### 心理学関係
- 『文章心理学の新領域』 東京創元新社 1960年
- 『創作の秘密―作家の性格と心理―』 誠信書房 1963年
- 『文章心理学の手びき』 川島書店 1965年
- 『文章心理学入門』 誠信書房 1965年
- 『文章心理学の新領域―改訂版―』 誠信書房 1966年
- 『創造と性格―才能がめざめる本―』 毎日新聞社 1969年
- 『ビジネスマンの思考革新』 産業能率大学出版 1972年
- 『説得の心得』 日本経済新聞社 1979年
- 『広告の心理学』（新書） 大日本図書 1980年
- 『因子分析法』 培風館 1981年
- 『人づきあいの心理学』（新書） PHP研究所 1981年
- 『説得の文章技術』（新書） 講談社 1983年
- 『説得の心理戦略』（新書） 千曲秀版社 1985年
- 『人づきあいの心理学』 PHP研究所 1986年
- 『集中力をたかめる』 福村出版 1987年
- 『説得の科学』（文庫） PHP研究所 1997年
- 『新しい人づきあいの心理学』 産業能率大学出版 1998年
- 『説得の文章術』（新書） 宝島社 1999年
- 『説得の文章術』（文庫） 宝島社 2001年
- 『挫折から立ち直れる人、立ち直れない人 「復活」の心理学―』 光文社 2001年

### 数学・統計学関係
- 『数理歴史学―新考邪馬台国―』 筑摩書房 1970年
- 『数理科学の諸問題』(共著) 筑摩書房 1971年
- 『言語の数理』 筑摩書房 1976年
- 『因子分析法』 培風館 1981年
- 『言語の科学 日本語の起源をたずねる―』 勉誠出版 1995年

### その他
- 『母と子 魂の歌』(共著) リヨン社 2003年